# العلاقات البحرينية الجنوب إفريقية
العلاقات البحرينية الجنوب أفريقية هي العلاقات الثنائية التي تجمع بين البحرين وجنوب أفريقيا.

## مقارنة بين البلدين
هذه مقارنة عامة ومرجعية للدولتين:
| وجه المقارنة                                              | البحرين       | جنوب أفريقيا |
| --------------------------------------------------------- | ------------- | --- |
| المساحة (كم2)                                             | 765           | 1.22 مليون |
| عدد السكان (نسمة)                                         | 1.49 مليون    | 57.73 مليون |
| الكثافة السكانية (ن./كم²)                                 | 194.77 ألف    | 47.32 |
| العاصمة                                                   | المنامة       | بريتوريا، بلومفونتين، كيب تاون |
| اللغة الرسمية                                             | اللغة العربية | لغة إنجليزية، اللغة الأفريقانية، اللغة النديبلي الجنوبية، اللغة السوثو الشمالية، اللغة السوتية، لغة سوازي، اللغة التسونجا، اللغة التسوانية، اللغة الفيندية، اللغة الكوسية، اللغة الزولوية |
| العملة                                                    | دينار بحريني  | راند جنوب أفريقي |
| الناتج المحلي الإجمالي (بليون دولار)                      | 35.31 مليار   | 349.42 مليار |
| الناتج المحلي الإجمالي (تعادل القوة الشرائية) بليون دولار | 64.16 مليار   | 725.91 مليار |
| الناتج المحلي الإجمالي الاسمي للفرد دولار أمريكي          | 22.60 ألف     | 5.72 ألف |
| الناتج المحلي الإجمالي للفرد دولار أمريكي                 | 45.50 ألف     | 13.05 ألف |
| مؤشر التنمية البشرية                                      | 0.824         | 0.666 |
| رمز المكالمات الدولي                                      | +973          | +27 |
| رمز الإنترنت                                              | .bh           | .za |
| المنطقة الزمنية                                           | ت ع م+03:00   | ت ع م+02:00، أفريقيا/جوهانسبرغ ‏ |

## منظمات دولية مشتركة
يشترك البلدان في عضوية مجموعة من المنظمات الدولية، منها:
| علم المنظمة | اسم المنظمة                        | تاريخ انضمام البحرين | تاريخ انضمام جنوب أفريقيا |
| ----------- | ---------------------------------- | -------------------- | ------------------------- |
|             | يونسكو                             | 18 يناير 1972        | 4 نوفمبر 1946             |
|             | وكالة ضمان الاستثمار متعدد الأطراف | 12 أبريل 1988        | 10 مارس 1994              |
|             | الأمم المتحدة                      | 21 سبتمبر 1971       | 7 نوفمبر 1945             |
|             | الفريق المعني برصد الأرض           | ?                    | ?                         |
|             | الاتحاد البريدي العالمي            | ?                    | ?                         |
|             | البنك الدولي للإنشاء والتعمير      | 15 سبتمبر 1972       | 27 ديسمبر 1945            |
|             | المنظمة الهيدروغرافية الدولية      | ?                    | ?                         |
|             | الاتحاد الدولي للاتصالات           | 1975                 | 1910                      |
|             | منظمة حظر الأسلحة الكيميائية       | ?                    | ?                         |
|             | مؤسسة التمويل الدولية              | 22 سبتمبر 1995       | 3 أبريل 1957              |
|             | منظمة التجارة العالمية             | ?                    | 1995                      |
|             | منظمة الشرطة الجنائية الدولية      | ?                    | ?                         |

## وصلات خارجية
- موقع وزارة الخارجية البحرينية
- موقع وزارة الخارجية الجنوب أفريقية